# Motiong
Motiong est une municipalité de la province du Samar, aux Philippines.
Sa population est de 14 829 habitants au recensement de 2010 sur une superficie de 174 km2, subdivisée en 30 barangays.